# 拉茨维莱尔
拉茨维莱尔（法語：Ratzwiller，法語發音：[ʁatsvilɛʁ] ⓘ；莱茵法兰克语：Ratschwiller）是法国下莱茵省的一个市镇，属于萨韦尔讷区。

## 地理
拉茨维莱尔（48°57'20"N, 7°14'23"E）面积8.72 平方千米，位于法国大東部大區下莱茵省，该省份为法国大陆部分最东部的省份，是阿尔萨斯的一部分，今与上莱茵省组成了阿尔萨斯欧洲集体，其南至上莱茵省，西南接孚日省和默尔特-摩泽尔省，西接摩泽尔省，北与德国接壤。
与拉茨维莱尔接壤的市镇（或旧市镇、城区）包括：苏赫特、比滕、迪默林根、福尔克斯贝格、瓦尔当巴克。
拉茨维莱尔的时区为UTC+01:00、UTC+02:00（夏令时）。

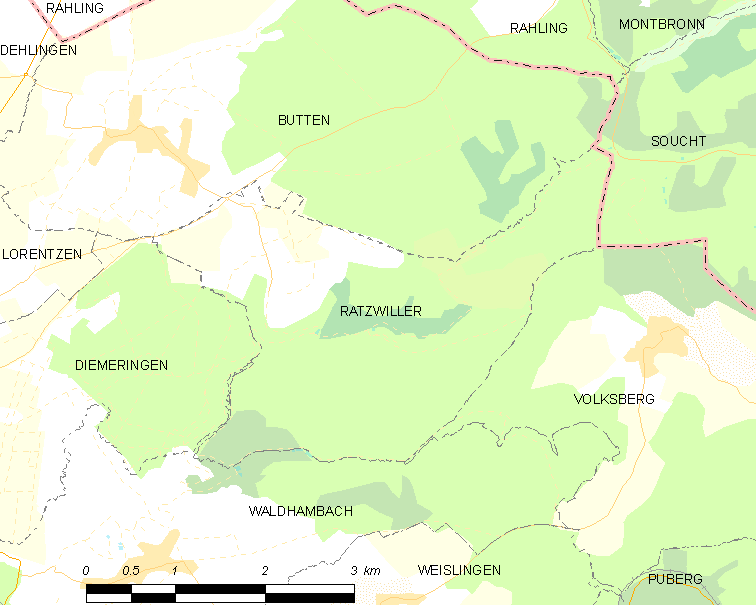
拉茨维莱尔的OSM定位图

## 行政
拉茨维莱尔的邮政编码为67430，INSEE市镇编码为67385。

## 政治
拉茨维莱尔所属的省级选区为英维莱尔县。

## 人口

1962-2008年间拉茨维莱尔人口变化图示

拉茨维莱尔于2022年1月1日时的人口数量为235人。